# Xivelutx
El Xivelutx, o també Xivélutx o Xevelutx (en rus: Шивелуч o Шевелуч; en transliteració internacional: Shiveluch) és un volcà de Rússia. Situat a la península de Kamtxatka, és un dels volcans més grans i més actius d'aquesta regió russa. Constantment en erupció, emet al voltant de 0,015 quilòmetres cúbics de magma cada any, la qual cosa provoca freqüents i grans allaus calentes i la formació d'una cúpula de lava al seu cim.
Les emissions de cendres del volcà interrompen ben sovint el trànsit aeri que connecta els continents asiàtic i nord-americà com ara l'11 d'abril del 2023 quan va originar el núvol de cendra més gran de les darreres dècades.

## Geografia
El Xivelutx, un estratovolcà, que pertany al grup de volcans Kliutxevskaia, se situa al centre de Kamtxatka a 84km al nord-oest del poble d'Ust-Kamtxatsk. La població més propera al volcà és Kliutxí, que es troba a 50km de la muntanya. L'assentament és prou petit com per evacuar-se ràpidament en cas d'una erupció important.
El volcà culmina a 3.307 metres sobre el nivell del mar a Stari Xivelutx (en rus: Старый Шивелуч, que significa el "vell Xivelutx").

## Galeria

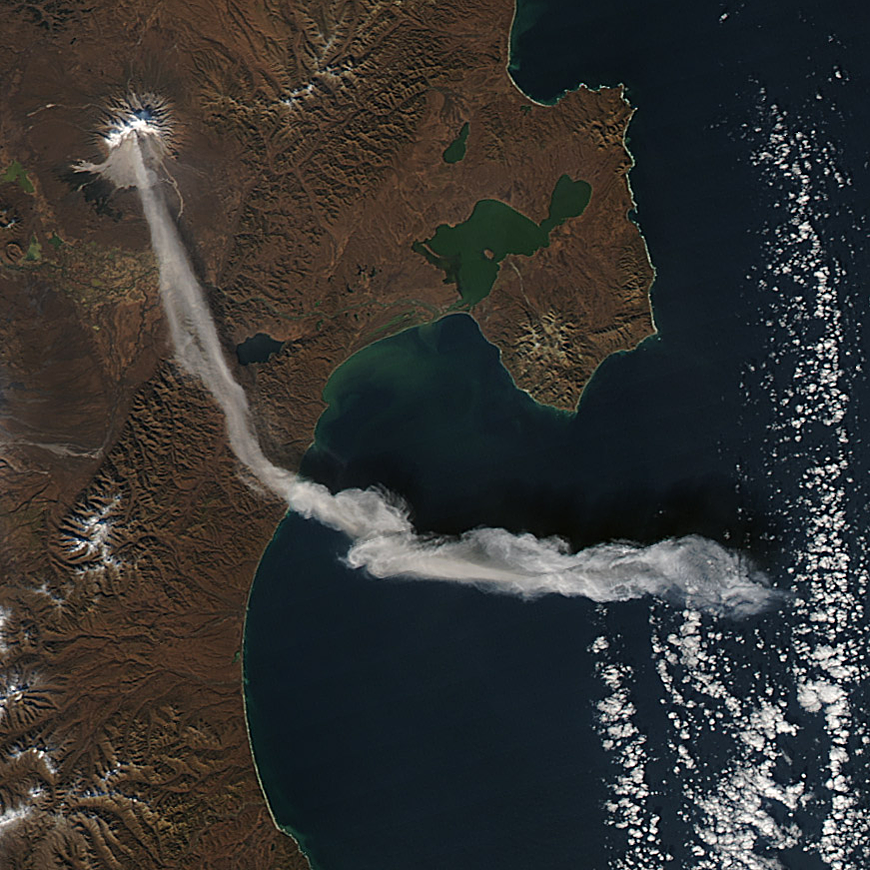
Activitat del volcà el 6 de novembre del 2012
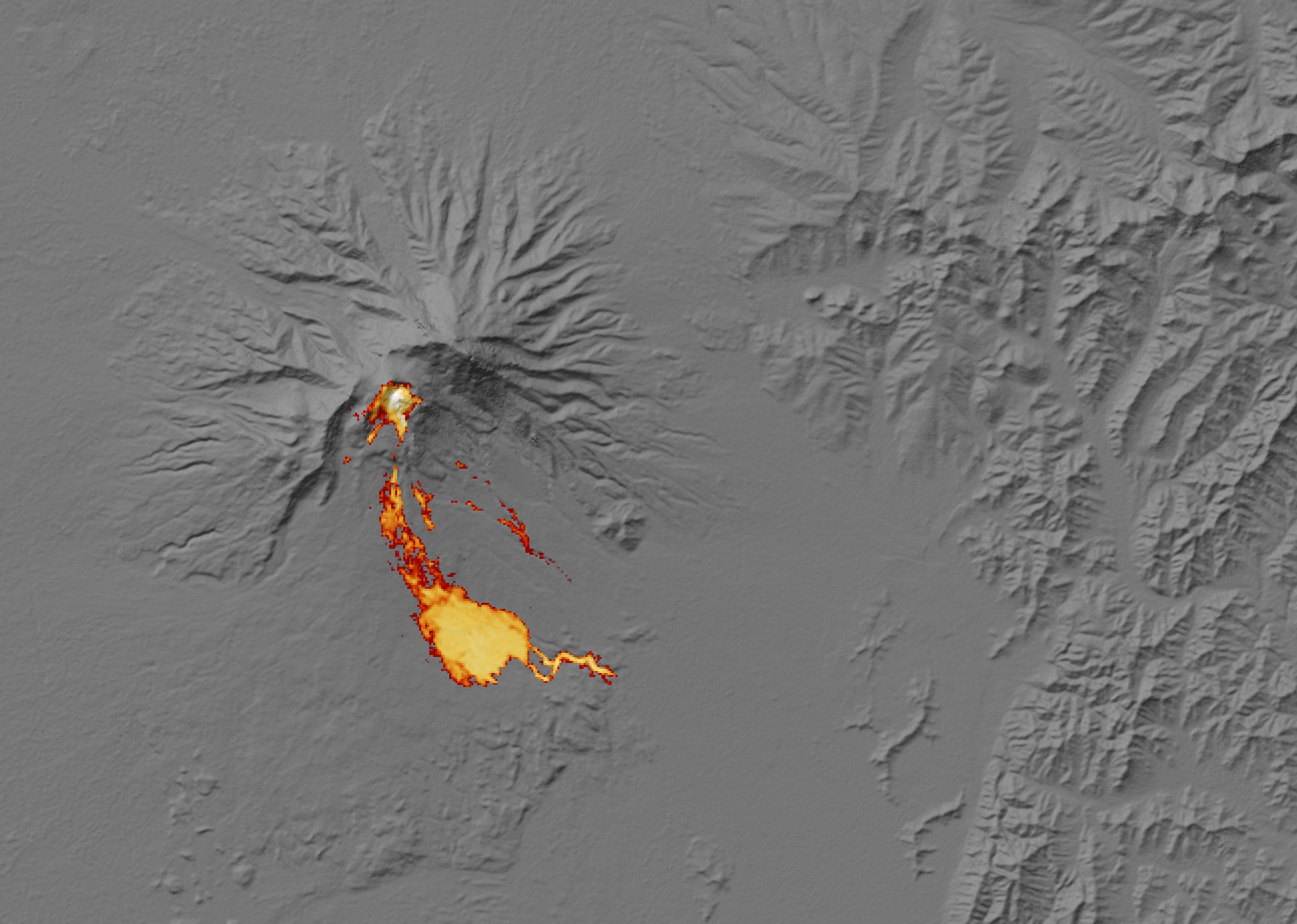
La signatura de calor d'un flux piroclàstic del Xivelutx al gener del 2011
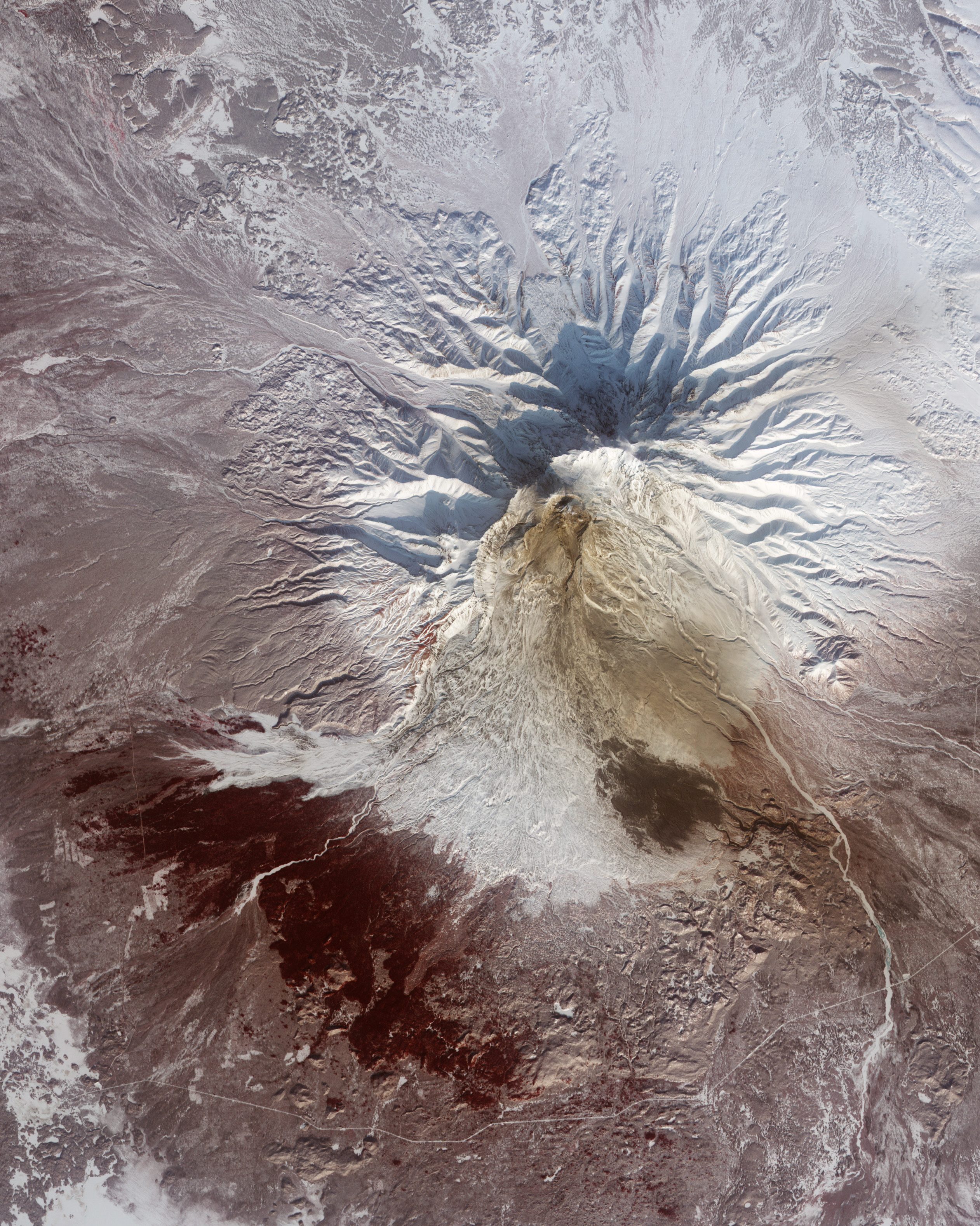
Aquesta imatge de satèl·lit de colors falsos ensenya les romanalles d'un flux piroclàstic intens sobre els pendents del Xivelutx.
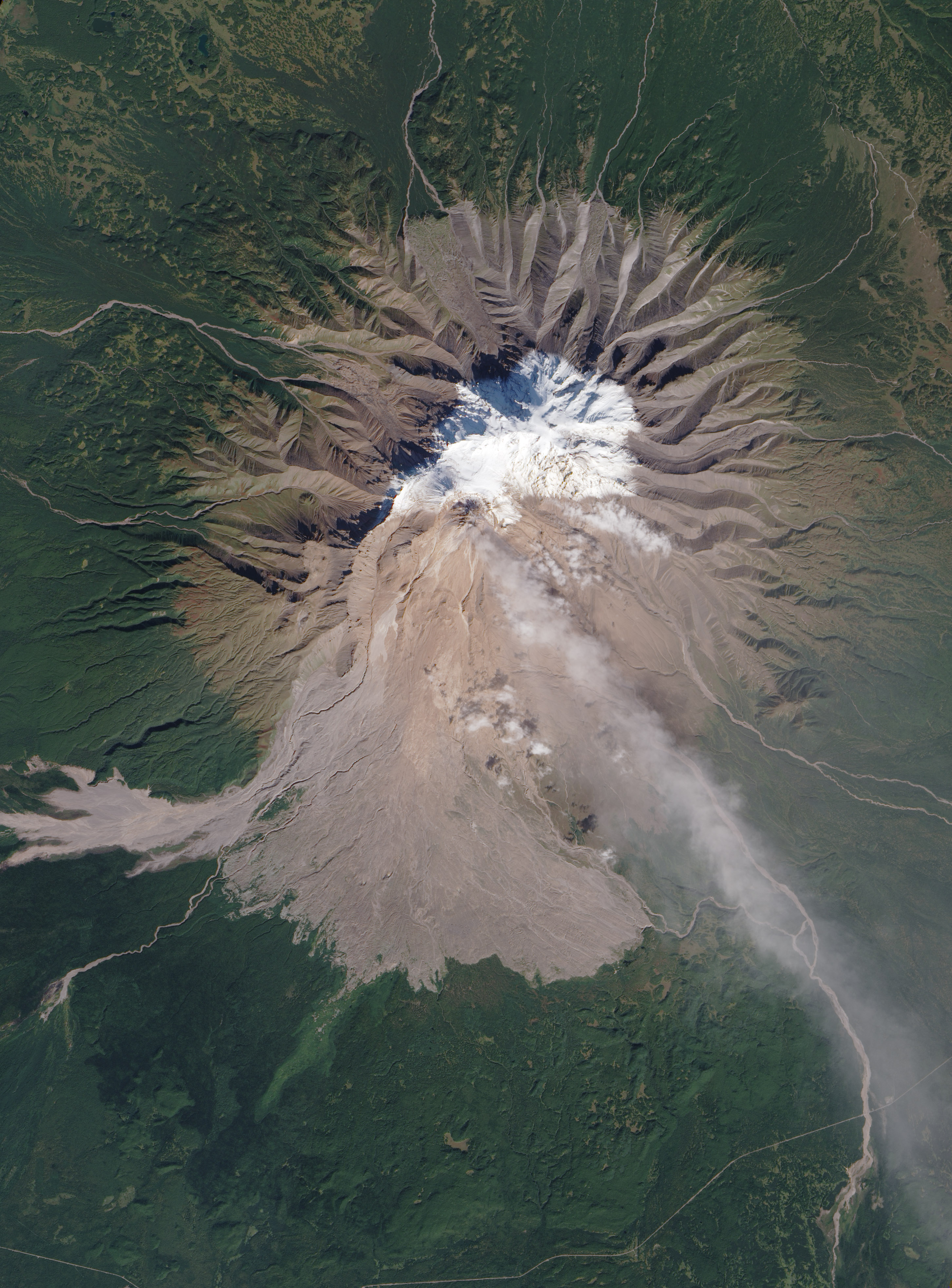
Activitat el 7 de setembre del 2010
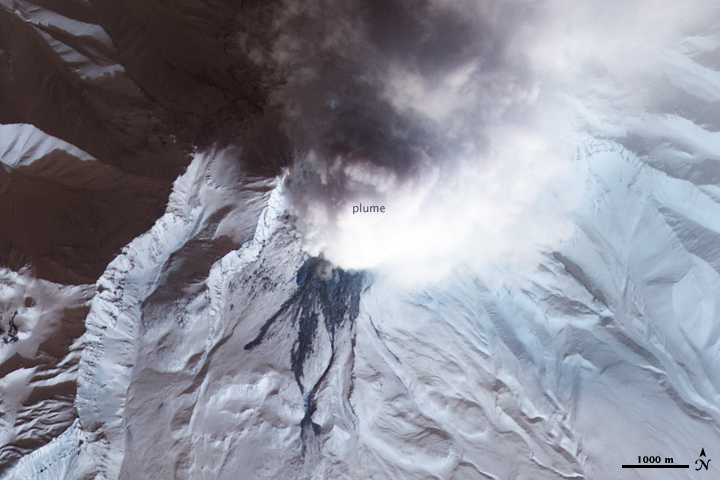
Activitat el 13 de febrer de 2010
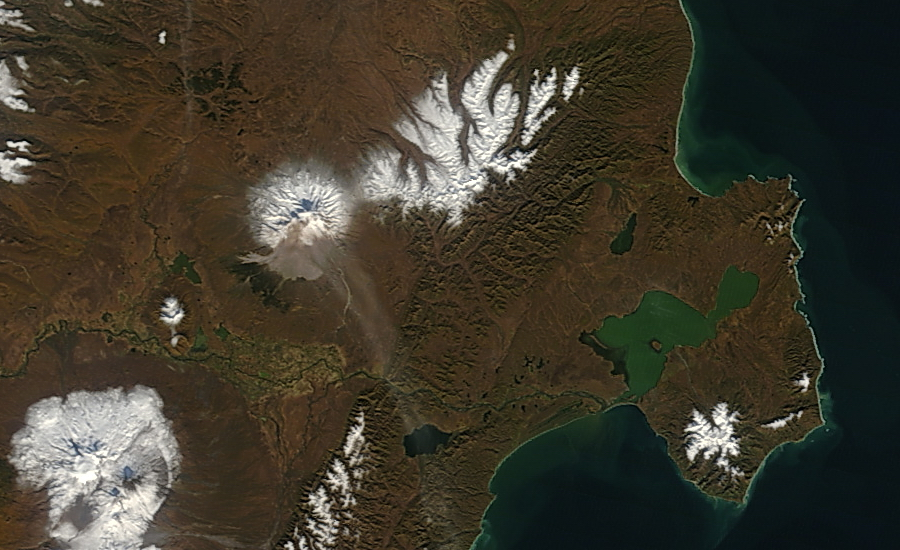
Activitat el 3 d'octubre de 2009
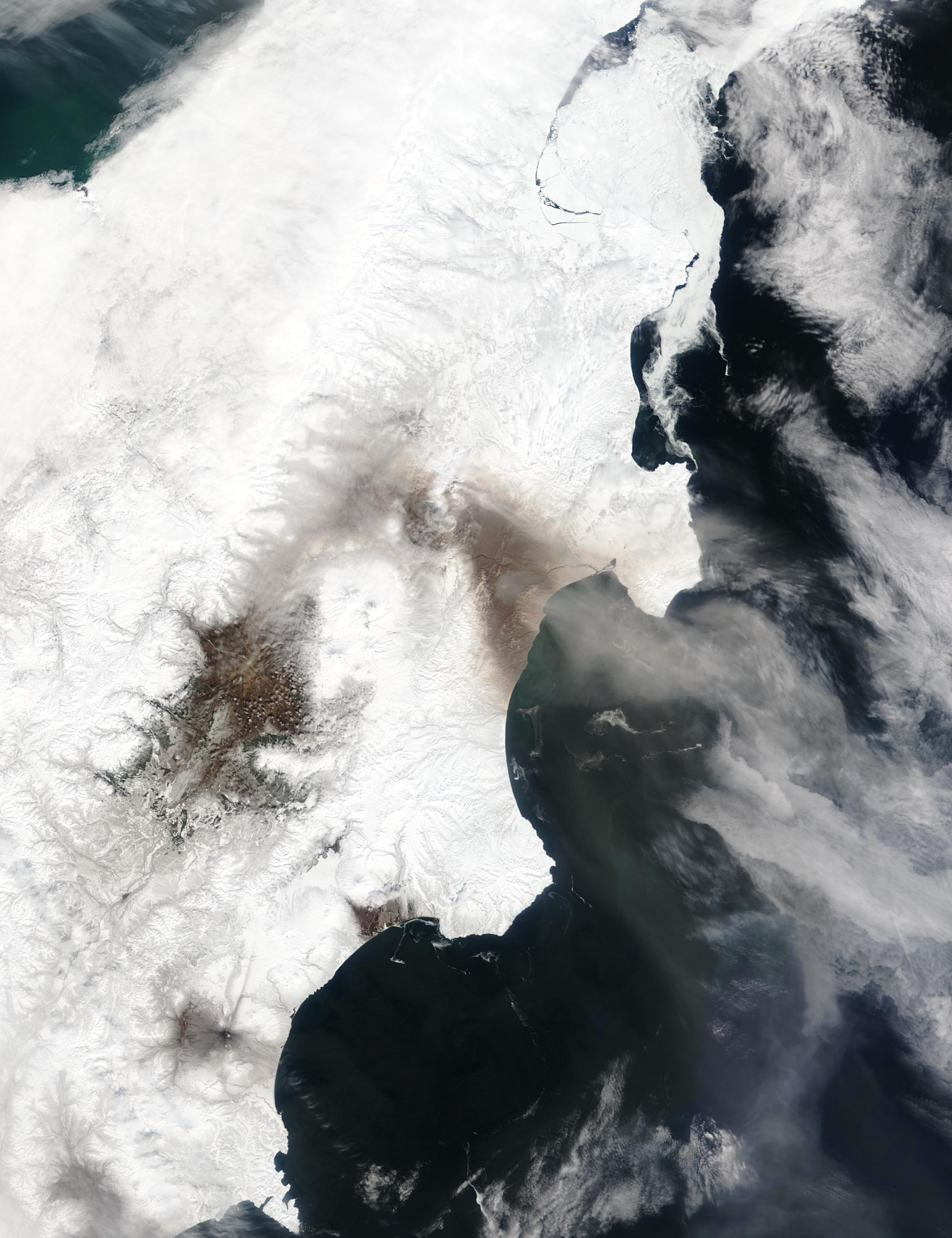
Activitat el 9 de maig de 2004
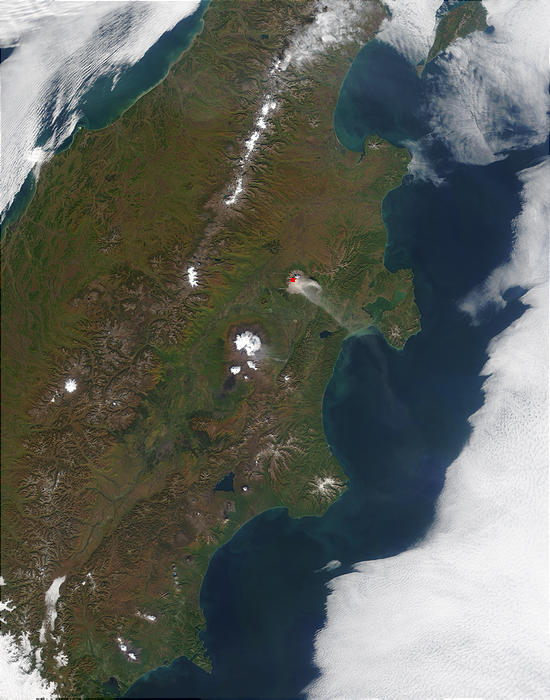
Activitat (punt vermell) el 17 de setembre de 2002
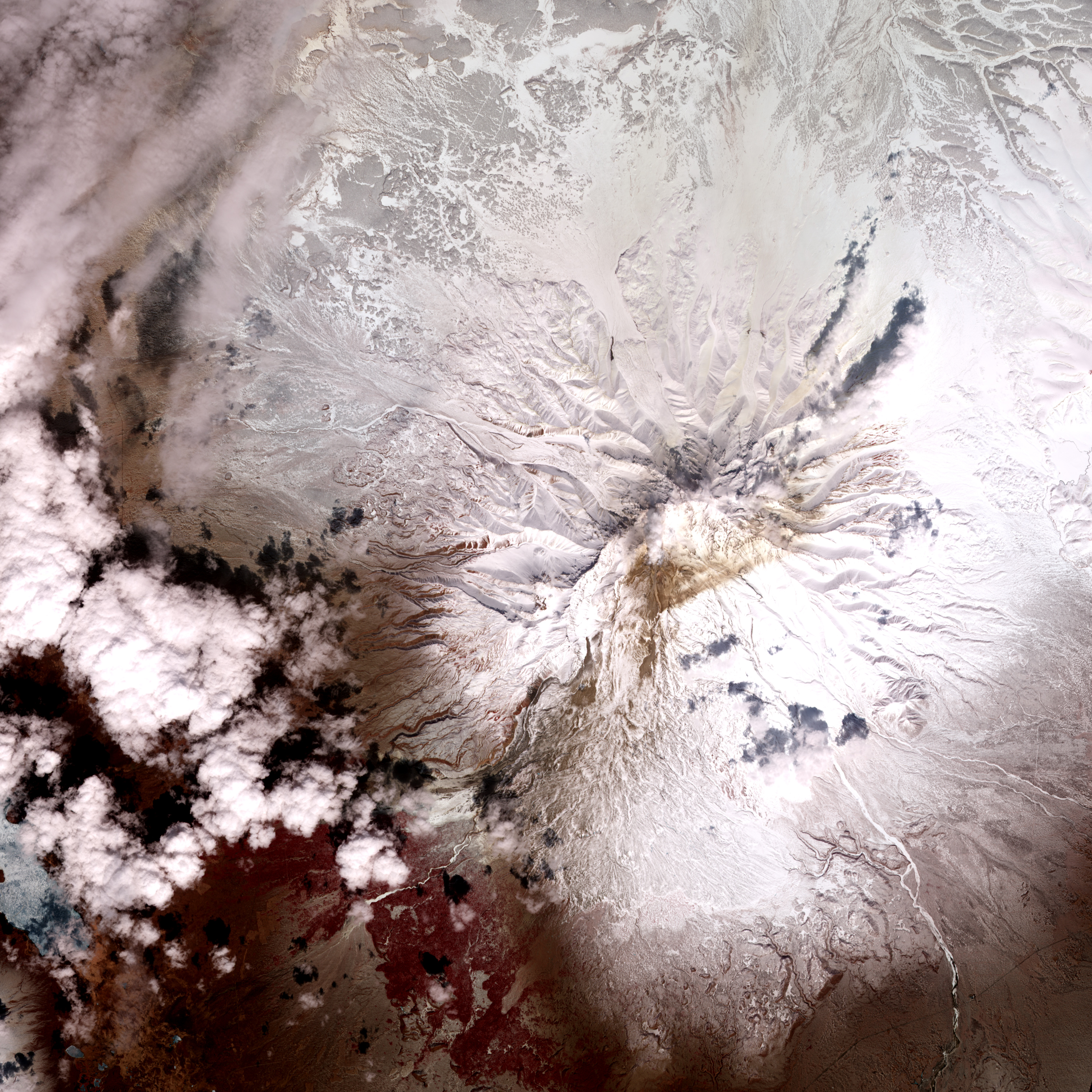
El Xivelutx deixa anar una fumaguera fina de vapor